# Judith Jiguet
Judith Jiguet, née le 11 mai 1972 à Mont-Saint-Martin en Meurthe-et-Moselle, est une haute fonctionnaire française et dirigeante d'entreprise.

## Biographie

### Formation
Après des études secondaires au lycée Richelieu de Rueil-Malmaison et supérieures au lycée Saint-Louis de Paris, elle intègre l'Institut national agronomique Paris-Grignon (INA-PG) dont elle obtient le diplôme d'« ingénieur agronome » en 1995, puis elle obtient le diplôme d'ingénieur de l'École nationale du génie rural, des eaux et des forêts (Engref) en 1996.
Elle est également titulaire d'un diplôme d'études supérieures spécialisées (DESS) de gestion publique de l'université Paris-Dauphine obtenu en 1996.

## Carrière
En 1996, elle est chef de service à la direction régionale de l'environnement de Poitou-Charentes, puis du service de la forêt, de l'eau et de l'environnement à la direction départementale de l'agriculture et de la forêt de la Vienne, poste qu'elle occupe jusqu'en 2003. Après un passage en 2003 à la Délégation interministérielle à l'aménagement du territoire et à l'attractivité régionale (Datar), Judith Jiguet est nommée chef de bureau à la direction de l'eau du ministère de l'Écologie. De 2004 à 2007, elle est conseillère technique au cabinet de Dominique Bussereau sur des sujets liés à la politique agricole commune (PAC) au ministère de l'Agriculture et de la Pêche. 
Le 21 février 2007, Judith Jiguet est promue « ingénieur en chef du génie rural, des eaux et des forêts ». 
En 2007-2008, elle est directrice adjointe du cabinet du ministre de l'Agriculture, Michel Barnier. De juillet 2008 à janvier 2009, elle rejoint la direction générale de l'aménagement, du logement et de la nature en tant que directrice de l'eau et de la biodiversité. Elle est ensuite nommée directrice adjointe du cabinet de Jean-Louis Borloo au Ministère de l'Écologie et directrice de cabinet de cabinet de Chantal Jouanno, secrétaire d'État à de l'Écologie puis ministre des sports jusqu'en 2011.
En septembre 2011, Judith Jiguet est nommée directrice générale de l'Assemblée des chambres françaises de commerce et d'industrie (ACFCI), devenue en mai 2015, la Chambre de commerce et d'industrie de France (CCI FRANCE).
Elle prend entre 2015 et 2016, la direction de la stratégie et de la communication d'Engie Cofely, avant d'être nommé directrice de la transformation du groupe ENGIE.
En 2020, elle est directrice de la performance et de la stratégie d'ISS France, leader mondial du facility management, avant d'en devenir présidente le 1er juin 2021.
En 2023, le ministère de l’Écologie lui confie une mission afin de repenser le dispositif des sites naturels de compensation, inscrit dans la loi pour la reconquête de la biodiversité, de la nature et des paysages. Cette mission aboutit à la création des sites naturels de compensation, de restauration et de renaturation (SNCRR) inscrits dans la loi sur les industries vertes de 2023,.

### Positions
Judith Jiguet est particulièrement préoccupée par la place des femmes dans l'entreprise. Elle estime que « les quotas s’avèrent nécessaires pour briser le plafond de verre ». Elle déclare « ferraille[r] contre l’invisibilisation des femmes mais aussi des travailleurs de la seconde ligne qui sont souvent des travailleuses ». 
Elle donne une grande importance à la responsabilité sociétale des entreprises (RSE), et à ce titre, elle signe la charte des sept principes d'autonomisation des femmes de l'ONU qui commande notamment une gouvernance plus égalitaire des entreprises.

## Distinctions
- 2007 : chevalier de l'ordre du Mérite agricole
- 2008 : officier de l'ordre du Mérite agricole
- Le 15 mai 2015, chevalier dans l'ordre national du Mérite[13]
- Le 31 décembre 2020, chevalier dans l'ordre national de la Légion d'honneur[14]